# Calibre 50 Beowulf
Pour les articles homonymes, voir Beowulf (homonymie).
Le Calibre 50 Beowulf  est une munition de 12,7 mm développé par Bill Alexander en production depuis 2001 pour une utilisation dans une version modifiée de l'AR-15.

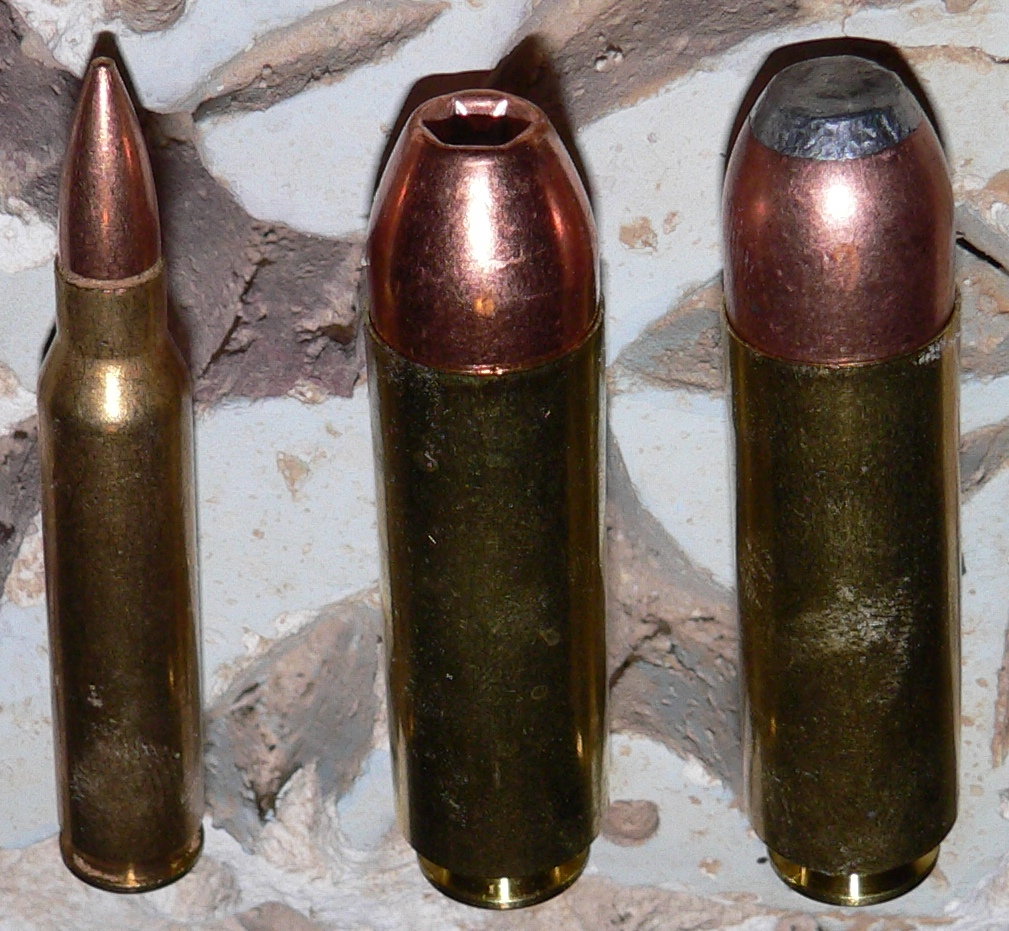

## Conception et spécifications

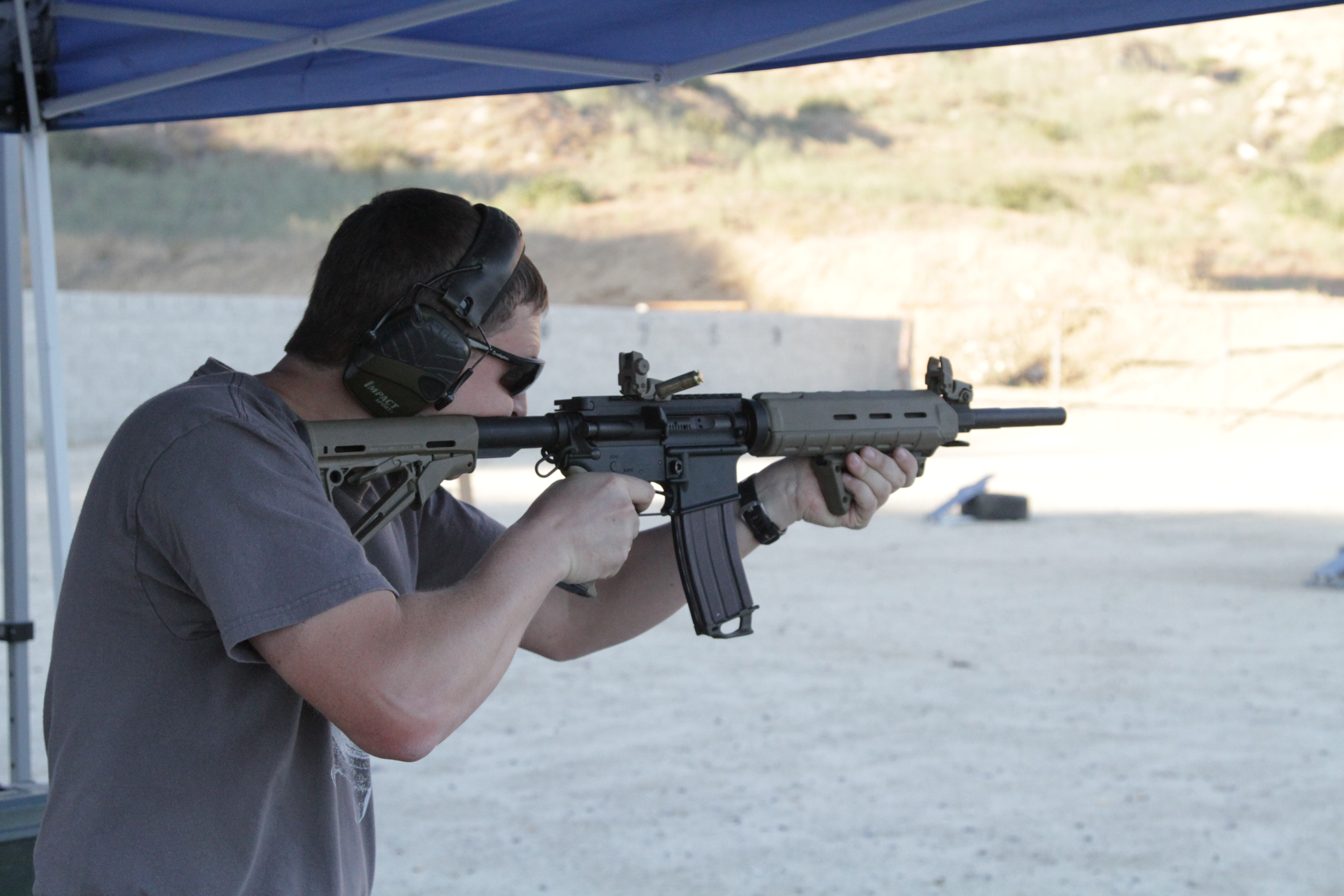
Un AR-15 modifié pour tirer le calibre 50 Beowulf

Elle est similaire à la balle pour revolver .500 S&W Magnum.
La munition est destinée à améliorer grandement le pouvoir d'arrêt à court et moyenne portée, par rapport à la munition standard de l'OTAN, le 5,56×45 mm OTAN. Une de ses utilisations annoncées est au points de contrôles des véhicules, afin de pouvoir perforer un pare-brise sans que la trajectoire ne soit altérée à courte portée grâce à son fort pouvoir vulnérant.